# Гильом II Талвас
Гильом II Талвас (фр. Guillaume II Talvas de Bellême; 995—1052) — сеньор Беллема и Алансона, член дома Беллем. Согласно Ордерику Виталию, его прозвище Талвас означает Щит.

## Биография
Гильом Талвас был сыном Гильом Беллема и Матильды из Конде-сюр-Нуаро. Первоначально он управлял землями Беллемов на правах наместника своего брата, епископа Си Ива Беллема, до самой смерти последнего. После этого Гильом вступил в наследство в качестве сеньора Беллема, Алансона и Домфрона.
Хронисты герцогства Нормандия, Гильом Жюмьежский и Ордерик Виталий, описывали нескольких членов семейства как коварных и обманчивых личностей. Если Гильом Талвас был, наряду с другими Беллемами, коварным и корыстным человеком, то во лжи и жестокости он превзошёл их всех. Он женился на Хильдебурге, дочери дворянина Арнульфа, и, согласно Ордерику Виталию, Гильом задушил её по пути в церковь, так как она возлюбила Бога и отказалась участвовать в коварных деяниях Гильома. Второй известный из исторических источников подобный случай произошел на праздновании второй свадьбы Гильома, на которую он пригласил своего вассала Гильома Жиро. Ничего не подозревая, тот прибыл на свадьбу, но тут же был схвачен воинами Талваса, а затем заключён в тюрьму и подвергнут пыткам. Его ужасно изувечили и ослепили перед тем как отпустить. Гильом Жиро чудом остался жив и оставшуюся часть жизни он провел в качестве монаха в аббатстве Бек.
После печально известного инцидента с Гильомом Жиро его родственники разграбили владения Беллемов в результате того, что Талвас не захотел принять бой. В свою очередь сын осуждаемого всеми Талваса, Арнульф, сверг его и изгнал из бывших владений. Он скитался, пока не нашел приют у семьи Монтгомери, так как Роджер Монтгомери согласился жениться на дочери Талваса Мабель Беллем в обмен на земли, которых лишился изгнанник. Как итог, Мабель унаследовала основные владения её отца и вышла замуж за наследника самой влиятельной на тот момент семьи в Нормандии. Впоследствии её муж Роджер стал первым графом Шрусбери.
После смерти его сына Арнульфа в 1049 году упоминания о Гильоме пропадают из источников. Известно лишь то, что в 1052 году он подтвердил передачу своих бывших владений Роджеру Монтгомери.